# ارابه (فیلم ۲۰۱۴)
«ارابه» یا سبد خرید (انگلیسی: Cart) یک فیلم سینمایی از کره جنوبی در ژانر درام و مسائل زنان که در سال ۲۰۱۴ اکران شد.

## بازیگران
- Yum Jung-ah[۷]
- Moon Jung-hee
- کیم یونگ آئه
- Kim Kang-woo
- دو کیونگ-سو در نقش تائه یانگ

## خلاصه داستان
داستان دربارهٔ دو مادر است که در یک فروشگاه به صورت قراردادی کارمی‌کنند و می‌خواهند تلاش کنند تا به صورت تمام وقت استخدام شوند، آنها قصد دارند… این فیلم از روی داستان واقعی که سال ۲۰۰۷ اتفاق افتاده‌است نوشته شده‌است.